# Blue Monday
Blue Monday ist ein Lied der britischen New-Wave-Band New Order und gilt aufgrund seiner innovativen Tontechnik und frühen Sampling-Sounds als ein Pionierstück der elektronischen Tanzmusik und des Synthiepops sowie als Wegbereiter des Techno. Die Originalversion des Stücks erschien 1983 als 12″-Maxi-Single. Die Schallplatte ist mit über einer Million Exemplaren eine der meistverkauften 12″-Singles. Das Stück selbst wurde, inklusive späterer Neuaufnahmen und Remixe, schätzungsweise über zehn Millionen Mal verkauft.

## Hintergrund
Mit einer Länge von 7:29 Minuten in der 1983er Originalfassung zählt Blue Monday zu den längsten Liedern, die Einzug in die britischen Charts hielten, erreichte 1983 Platz zwölf (als Wiedereinsteiger auf Platz neun; Platz zwei in den deutschen Charts) und gilt als einer der meistgespielten Dancetracks. Der kommerzielle Erfolg blieb indes aus: Da das Independent-Label Factory Records, das zu der Zeit sämtliche New-Order-Stücke produzierte, nicht der British Phonographic Industry, dem Verband der britischen Plattenindustrie, angehörte, war Blue Monday nicht legitimiert, mit einer goldenen Schallplatte ausgezeichnet zu werden. Factory-Chef Tony Wilson klagte, dass die hohen Produktionskosten der Maxi für das Label zu einem Verlustgeschäft führte: das aufwändige, von dem britischen Designer Peter Saville gestaltete Plattencover in Form einer 5,25″-Floppy Disk geriet aufgrund der hohen Herstellungskosten – für das Cover wurden extra Stanzformen angefertigt – teurer als geplant, zudem nutzte sich die Plattenhülle schnell ab und ging oft ramponiert über den Ladentisch. In der darauffolgenden Legendenbildung um die Platte spekulierten Kritiker und Musikpresse sogar, dass Factory und New Order mit jeder verkauften Scheibe zugezahlt hätten. Anfangs trugen die New-Order-Mitglieder wenig zur weiteren Vermarktung des Songs bei, indem sie sich jahrelang weigerten, Blue Monday auf einem Album zu veröffentlichen. Erst die Album-Retrospektive Substance (1987) und die 1988 von Quincy Jones remixte Version verschafften dem Titel wieder Achtungserfolge in den Charts.

## Komposition
Der aus vier Strophen bestehende Song beginnt mit einem hämmernden Sechzehntelnoten-Drumcomputer-Beat (Oberheim DMX), in den die Keyboarderin Gillian Gilbert langsam eine Melodie als Sequencer-Loop einblendet. Nach Aussage der Bandmitglieder tat sie das an der falschen Stelle, so dass die Melodie asynchron zum Beat läuft; der vermeintliche „Fehler“ wurde schließlich als willkommenes Charakteristikum beibehalten. Das Stück baut sich im Folgenden kaskadierend auf; nach einem ungewöhnlich langen Intro, bestehend aus einer pulsierenden Moog-Synthesizersequenz und Peter Hooks E-Bass-Linie sowie Hi-Hat-Breaks, beginnt schließlich der Vokalteil des Stücks, emotionslos und düster vorgetragen von Bernard Sumner. Untypisch für einen „Hit-Song“ verzichtete Sumner als Texter des Stücks auf einen Standardvers als Refrain. Es folgt ein Staccato von Soundeffekten: eine Abfolge von Drumbeats, die einem Maschinengewehrfeuer ähneln, und der damals populäre Synthie-Pitchbending-Sound eines „abstürzenden Flugzeuges“, den man – relativ zeitgleich im Entstehungsdatum – auch in der Disco-Longversion von Soft Cells Tainted Love (1981) wiederfindet. Das Stück gipfelt in einem sphärischen Chorus-Sample und mehrspurigen Überlagerungen (Overdubs) aus Synthesizermelodie und Basslinie, bis es schließlich ausfadet.
Nach Bernard Sumners Aussage sei Blue Monday von vier Stücken beeinflusst: Das Arrangement stamme aus Dirty Talk von Klein & MBO; die Oktaven der markanten Basslinie seien Sylvester James’ You Make Me Feel (Mighty Real) entnommen; der House-Beat stamme von Donna Summers Our Love und das lange Keyboard-Intro sei von Kraftwerks Stück Uranium aus dem Album Radio-Aktivität inspiriert. In einem Interview mit dem Sender Channel 4 erklärten New Order, der Song sei als Reaktion auf ihr enttäuschtes Publikum entstanden, weil sie niemals Zugaben spielen. Dieser Song erlaube es ihnen nun, einfach noch einmal auf die Bühne zu gehen, „Play“ auf dem Synthesizer zu drücken und die Bühne wieder zu verlassen.

## Titel und Text
Wie bei den meisten Stücken von New Order hat der Titel keinen Bezug zum Songtext, was wiederum viel Freiraum für Interpretationen lässt; obwohl Sumner sich selten öffentlich zu seinen Texten äußert, wurde, wie schon häufiger seit Neubeginn der ehemaligen Joy-Division-Bandmitglieder als New Order, ein Bezug des Textes auf den Suizid des Joy-Division-Sängers Ian Curtis konstruiert und Aussagen über die Auswirkungen Curtis’ Tod auf die Verbliebenen unterstellt. Ebenso wurden versteckte Anspielungen auf Drogenexperimente in dem Text vermutet, und dass die Band während der Produktion auf einem LSD-Trip gewesen sei. Die seit jeher stringente „Desinformationspolitik“ der Gruppe tat ihr Übriges, um Spekulationen zu streuen. Ein anderer Interpretationsansatz stellte damals aufgrund der Worte ship (Schiff), harbour (Hafen) und beach (Strand) sogar einen Bezug zum Falklandkrieg her und deutete auf die vielen militärischen Elemente in dem 1983er Original-Videoclip zum Song, der unter anderem ein Harrier-Kampfflugzeug zeigt, welches in dem Konflikt eine wichtige Rolle spielte.

## Artwork
Das berühmte Floppy-Disk-Plattencover von Blue Monday ist in die Annalen des Packungsdesigns eingegangen. Es wurde von dem Grafiker Peter Saville aus Manchester gestaltet. Saville, der durch seinen reduzierten und minimalistischen Stil bekannt wurde, war in den ausgehenden 1970er und 1980er Jahren für das Corporate Design der meisten Produktionen von Factory Records verantwortlich. Das schwarze Cover besitzt weder Bandnamen noch Titel und neben den für eine 5,25″-Diskette typischen ovalen Stanzungen lediglich einen Code aus farbigen Blöcken, der chiffriert „FAC 73 BLUE MONDAY AND THE BEACH NEW ORDER“ darstellt. Saville verwendete das Konzept der Codierung auch für das nachfolgende Album Power, Corruption & Lies, auf dessen Rückseite die Dechiffrierung des Codes abgedruckt ist, sowie für die Folge-Single Confusion. Das Original-Cover mit den Stanzungen wurde wegen der hohen Produktionskosten bald gegen eine gedruckte Auflage ausgetauscht und gilt heute unter Sammlern als begehrtes Sammelobjekt.

## Offizielle Veröffentlichungen

### 1983
Blue Monday erzielte mehrmals Positionierungen in den englischen Charts. Bei der ersten Veröffentlichung am 7. März 1983 erreichte es Platz 12 und bekam noch im selben Jahr einen Re-Entry (Neuplatzierung) auf Platz 9 der UK-Charts, was daran lag, dass weder Blue Monday noch die B-Seite The Beach (eine Instrumentalversion von Blue Monday) auf dem Folgealbum Power, Corruption & Lies erschienen. Blue Monday und The Beach erschienen als Bonustracks lediglich auf der US-Veröffentlichung.
Am 31. März 1983 sollten New Order in der BBC-Sendung Top of the Pops auftreten, um Blue Monday zu bewerben; ungewöhnlicherweise bestand die Band darauf, den Song live zu spielen, was mit dem Playback-Konzept der Sendung kollidierte, und so sollte es zu einem mangelhaften Auftritt kommen. Der Schlagzeuger Stephen Morris beklagte im Anschluss, dass Blue Monday wohl nicht das einfachste Stück sei, um es live zu spielen. In einem Interview mit The Guardian sagte er: „Es musste alles falsch laufen; die Synthesizer liefen schräg und es klang grauenvoll.“

### Blue Monday 88 / Remix 1995
Im Frühjahr 1988 machten sich Quincy Jones und der Tontechniker John Potoker daran, den Song unter dem Titel Blue Monday 88 zu remixen und zugleich einen Instrumental-Re-Remix der neuen Version mit dem Titel Beach Buggy zu veröffentlichen. Die Single erreichte Platz 3 der UK-Charts. Eine weitere Version, die ebenfalls die Charts erreichte, entstand Mitte 1995 als erneuter Remix des deutschen Techno-Projekts Hardfloor.

## Musikvideos
Der Videoclip von 1983 mit einer gekürzten Fassung des Songs ist eine Filmcollage aus militärischen Aufnahmen in Falschfarben und einfachen computergenerierten Grafiken, wie farbigen Blöcken und geometrischen Linien, denen ein experimentelles Schriftdesign des Grafikers Peter Saville zugrunde liegt; des Weiteren sieht man Screenshots des Computerspiels Zaxxon und niedrig aufgelöste, digitalisierte Videoshots der Bandmitglieder.
Das vierminütige Musikvideo für Blue Monday 88 besteht ebenfalls aus einer Kurzfassung des Songs, enthält aber zusätzliche Stimmeneffekte. Der Clip wurde auf der nachfolgenden Videokollektion Substance zum gleichnamigen Album veröffentlicht. In dem surreal anmutenden Video wechseln sich in schnellen Schnitten Realfilm mit Trickfilm und Animationen ab. Kurze Sequenzen zeigen den Weimaraner-Hund Fay Wray des amerikanischen Fotografen William Wegman, der mit seinen Hundefotografien weltbekannt wurde. Fay Wray vollführt Balance-Akte auf Bällen oder gestapelten Stühlen, die wiederum von spontanen handgezeichneten Animationen des Trickfilmkünstlers Robert Breer unterbrochen werden; währenddessen – wieder als Realfilm – werden die Bandmitglieder dabei gezeigt, wie sie absurde Dinge tun, z. B. in einem blau gestrichenen Raum über eine Holzplanke vor- und zurückzulaufen, durch das Gitter eines Wäschekorbs oder einer Drahtkonstruktion zu schauen u. a. Dabei werden sie von Tennisbällen umkreist oder getroffen; schließlich stehen oder sitzen sie im Raum und blättern in großen Daumenkinos, in denen die Trickfilmsequenz weiterläuft. Schließlich endet das Video mit einer Großaufnahme der auf einem Tennisball balancierenden Pfote des Weimaraners.

## Single-Titellisten

### Blue Monday 1983
1. Blue Monday (7:29)
2. The Beach (7:19)

### Blue Monday 88
1. Blue Monday 1988 [12″ Version] (7:09)
2. Beach Buggy (6:52)
3. Blue Monday 1988 [7″ Version] (4:09)

### Blue Monday 1988 (USA)
1. Blue Monday 1988 [12″ Mix] (7:09)
2. Touched By The Hand Of God [Single Version] (4:10)
3. Blue Monday 1988 [Single Version] (4:10)
4. Blue Monday 1988 [Dub Version] (7:16)

### Blue Monday-95 (UK CD)
1. Blue Monday [1983 12″ Version] (7:29)
2. Blue Monday [Hardfloor Mix] (8:34)
3. Blue Monday [Manuela Mix] (7:31)
4. Blue Monday [Andrea Mix] (8:26)
5. Blue Monday [Plutone Mix] (6:29)
6. Blue Monday [Starwash Mix] (5:29)
7. Blue Monday [Hawtin Mix] (8:02)

Blue Monday erschien außerdem auf diversen New-Wave-Samplern und auf Kompilationen von New Order:
- 1987: Substance 1987 - Original 12″ Version
- 1994: Best of New Order - 1988 7″ Version
- 1995: Rest of New Order - Hardfloor Mix
- 2002: International - Original 12″ Version
- 2002: Retro - Original 12″ Version und Jam & Spoon Manuela Mix
- 2005: Singles - Original 12″ Version [ohne Eröffnungssequenz]

## Kommerzieller Erfolg

### Chartplatzierungen
| ChartsChartplatzierungen     | Höchstplatzierung | Wochen |
| ---------------------------- | ----------------- | ------ |
| Deutschland (GfK)            | 2 (22 Wo.)        | 22     |
| Österreich (Ö3)              | 4 (12 Wo.)        | 12     |
| Schweiz (IFPI)               | 10 (5 Wo.)        | 5      |
| Vereinigtes Königreich (OCC) | 9 (74 Wo.)        | 74     |

| ChartsJahrescharts (1983)    | Platzierung |
| ---------------------------- | ----------- |
| Deutschland (GfK)            | 12          |
| Vereinigtes Königreich (OCC) | 18          |

| ChartsChartplatzierungen       | Höchstplatzierung | Wochen |
| ------------------------------ | ----------------- | ------ |
| Deutschland (GfK)              | 3 (16 Wo.)        | 16     |
| Schweiz (IFPI)                 | 9 (10 Wo.)        | 10     |
| Vereinigte Staaten (Billboard) | 68 (10 Wo.)       | 10     |
| Vereinigtes Königreich (OCC)   | 3 (11 Wo.)        | 11     |

| ChartsJahrescharts (1988) | Platzierung |
| ------------------------- | ----------- |
| Deutschland (GfK)         | 41          |

| ChartsChartplatzierungen     | Höchstplatzierung | Wochen |
| ---------------------------- | ----------------- | ------ |
| Deutschland (GfK)            | 54 (5 Wo.)        | 5      |
| Vereinigtes Königreich (OCC) | 17 (4 Wo.)        | 4      |

### Auszeichnungen für Musikverkäufe
Originalversion 1982

| Land/Region                  | Auszeichnungen für Musikverkäufe (Land/Region, Auszeichnung, Verkäufe) | Verkäufe  |
| ---------------------------- | ---------------------------------------------------------------------- | --------- |
| Dänemark (IFPI)              | Gold                                                                   | 45.000    |
| Italien (FIMI)               | Gold                                                                   | 50.000    |
| Kanada (MC)                  | Gold                                                                   | 75.000    |
| Neuseeland (RMNZ)            | 2× Platin                                                              | 40.000    |
| Spanien (Promusicae)         | Gold                                                                   | 30.000    |
| Vereinigtes Königreich (BPI) | 2× Platin                                                              | 1.200.000 |
| Insgesamt                    | 4× Gold · 4× Platin ·                                                  | 1.440.000 |

Neuaufnahme 1988

| Land/Region       | Auszeichnungen für Musikverkäufe (Land/Region, Auszeichnung, Verkäufe) | Verkäufe |
| ----------------- | ---------------------------------------------------------------------- | -------- |
| Neuseeland (RMNZ) | Gold                                                                   | 10.000   |
| Insgesamt         | 1× Gold ·                                                              | 10.000   |

## Einflüsse und Nachwirkungen
- Die Manchesterband Happy Mondays, die ebenfalls bei Factory vertreten waren, beruft sich auf den Song als direkte Inspiration bei der eigenen Namensgebung. Bernard Sumner und Peter Hook produzierten damals einige Tracks der Happy Mondays.
- Die Popularität und Einfachheit des Songs machte Blue Monday zu einem der Lieblingsstücke der Demoszene für eigene musikalisch unterlegte Computeranimationen.
- Die Originalität der 1983er Version von Blue Monday hat viele weitere Künstler zu Kunstprojekten inspiriert. Der Blue Monday Owners Club z. B. sammelt Fotografien von Sammlern der Original Floppy-Disk-Platte.
- New Order machten mit dem Song einen 30-sekündigen Werbespot für Sunkist. Sumner widerstrebte es den Spot zu machen, deshalb wurde, während er sang, bei den Aufnahmen ein Schild mit der Aufschrift „$200,000“ vor ihm platziert um ihn bei Laune zu halten.
- Der Song tauchte ebenfalls in einer Mars-Werbung auf.
- Der Song, bzw. auch die Schallplatte selbst, wurde in vielen Filmen und Werbespots verwendet:
  - In der Zombiefilm-Parodie Shaun of the Dead wird eine Blue-Monday-Platte aus der Plattensammlung der Hauptfigur Shaun nach eindringenden Zombies geworfen. Shaun seufzt und ruft, dass dies eine Originalpressung gewesen sei.
  - Der Song kommt in dem Film Toys mit Robin Williams vor.
  - In dem Film Eine Hochzeit zum Verlieben (The Wedding Singer) mit Adam Sandler, der in den 1980ern spielt, gehört Blue Monday zum Soundtrack.
  - In der Fernsehserie Deutschland 83 ist Blue Monday die Intromusik sowie Teil des Soundtracks. In den darauffolgenden Staffeln (Deutschland 86 und Deutschland 89) der Serie jedoch nicht.
  - Die Mashup-Version mit Kylie Minogue wurde für den britischen Gangsterfilm Layer Cake verwendet.
- Der Song gehörte zum Soundtrack der Computerspiele FIFA 2005 und Forza Horizon.

## Inoffizielle Remix- und Coverversionen (Auswahl)
- 1983 veröffentlichte Divine die Single Love Reaction, die starke stilistische Ähnlichkeiten mit Blue Monday aufwies. Mit dem Vorwurf des Plagiats ging New Order gerichtlich gegen die Veröffentlichung vor, die Anklage wurde aber fallengelassen. Love Reaction erreichte Platz 65 in den UK-Charts.
- 1990 sampelte die Elektro-Band Front Line Assembly den Song für ihre Single Iceolate.
- 1992 veröffentlichten Electroset eine Coverversion unter dem Titel How Does It Feel? und erreichten Platz 30 der UK Charts. Ed Balls Band The Times veröffentlichte die französische Coverversion Lundi Bleu.
- 1998 wurde von der amerikanischen Band Orgy eine der erfolgreichsten Coverversionen veröffentlicht.
- Ebenfalls 1998 wurde von Viper eine Single mit dem Titel Blue Sunshine veröffentlicht. Der Track war ein Remix aus Eddy Grants „Walking on Sunshine“ aus dem Jahr 1978 und Blue Monday.
- 2001 kam ein Remix unter dem Titel The Picard Song (nach Jean-Luc Picard aus „Raumschiff Enterprise – Das nächste Jahrhundert“) heraus.
- 2002 wurde der Song in einem Mashup-Mix der belgischen Gruppe Soulwax mit dem Song Can’t Get You Out of My Head von Kylie Minogue kombiniert und als populärer Club- und Radiomix mit den Titeln Can’t Get Blue Monday Out of My Head oder Can’t Get You Out of My Head on a Blue Monday bekannt. Kylie Minogue selbst sang den Titel live bei den BRIT Awards und sang außerdem einige von Bernards Originalparts ein. Daraus ergab sich Kylie Minogue vs. New Order.
- 2002 veröffentlichte die norwegische Band Flunk den Song auf ihrem Debütalbum „For sleepyheads only“ und koppelte ihn zudem als Single aus.
- 2005 gab es mehrere lateinamerikanische Electrotango-Remixe, u. a. von der Band Tanghetto, die sich in den alternativen US-Radiocharts eine Position sicherten.
- 2006 veröffentlichte die französische Gruppe Nouvelle Vague eine Coverversion auf ihrem Album Bande a Part.
- 2007 wurde Blue Monday für den Song Shut Up & Drive von Rihanna gesampelt; auch die walisische Rockband Lostprophets veröffentlichte eine Version des Songs.
- Der deutsch-kurdische House-DJ Kurd Maverick veröffentlichte 2009 seine Version des Titels.
- Die Synthiepopband And One veröffentlichte 2009 auf ihrem Konzept-Live-Album Bodypop 1 1/2 die Coverversion des Klassikers als Live-Aufnahme ihrer 2008er Tournee The Cover Lover Super Show.
- 2015 wurde der schottische Musiker Angus McIntyre von der BBC angesprochen, einen Film über Synthesizer zu machen. Er engagierte Musiker für ein Cover von Blue Monday mit Instrumenten aus den 1930er Jahren für das Projekt Orkestra Obsolete.[26]
- Am 8. Dezember 2019 wurde der Trailer zum Film Wonder Woman 1984 veröffentlicht. Darin wurde eine Coverversion von Blue Monday des Hamburger Komponisten und Produzenten Sebastian Böhm verwendet.[27][28]

## Trivia
- Fats Domino hatte 1957 mit einem gleichnamigen Lied eine Single-Chart-Platzierung auf Position 23 in Großbritannien.